# Liste des duchés et comtés français
Cet article court présente un sujet plus développé dans : Liste des duchés de France et Liste historique des comtés de France.
Les duchés et comtés français ont une histoire qui remonte au Haut Moyen Âge. Pour plus de détails, voir :
- Liste des duchés de France, avec l'histoire des duchés français depuis le IXe siècle ;
- Liste historique des comtés de France, avec la liste alphabétique des comtés français.